# Voiture à chien
 (février 2025).
Si vous disposez d'ouvrages ou d'articles de référence ou si vous connaissez des sites web de qualité traitant du thème abordé ici, merci de compléter l'article en donnant les références utiles à sa vérifiabilité et en les liant à la section « Notes et références ».

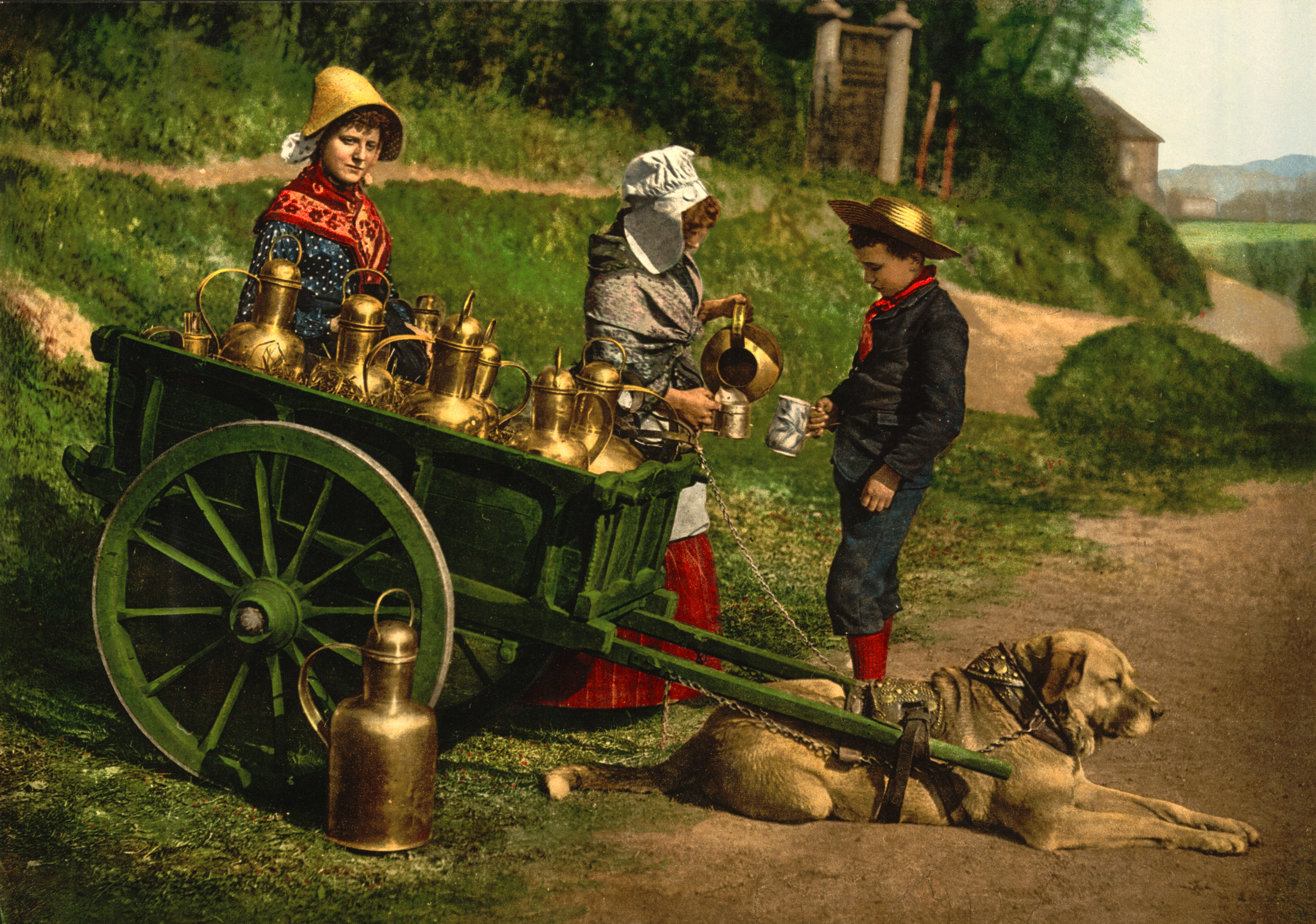
Charrette à chien destinée au transport du lait, fin du XIXe siècle.

Une voiture à chien(s) ou charrette à chien(s) est un petit véhicule tracté par un ou plusieurs chiens et destiné au transport de charges légères. Très courantes jusqu'au début du XXe siècle en Europe,,, les voitures à chien sont aujourd'hui tombées dans l'oubli et peu ont été conservées.

## Description

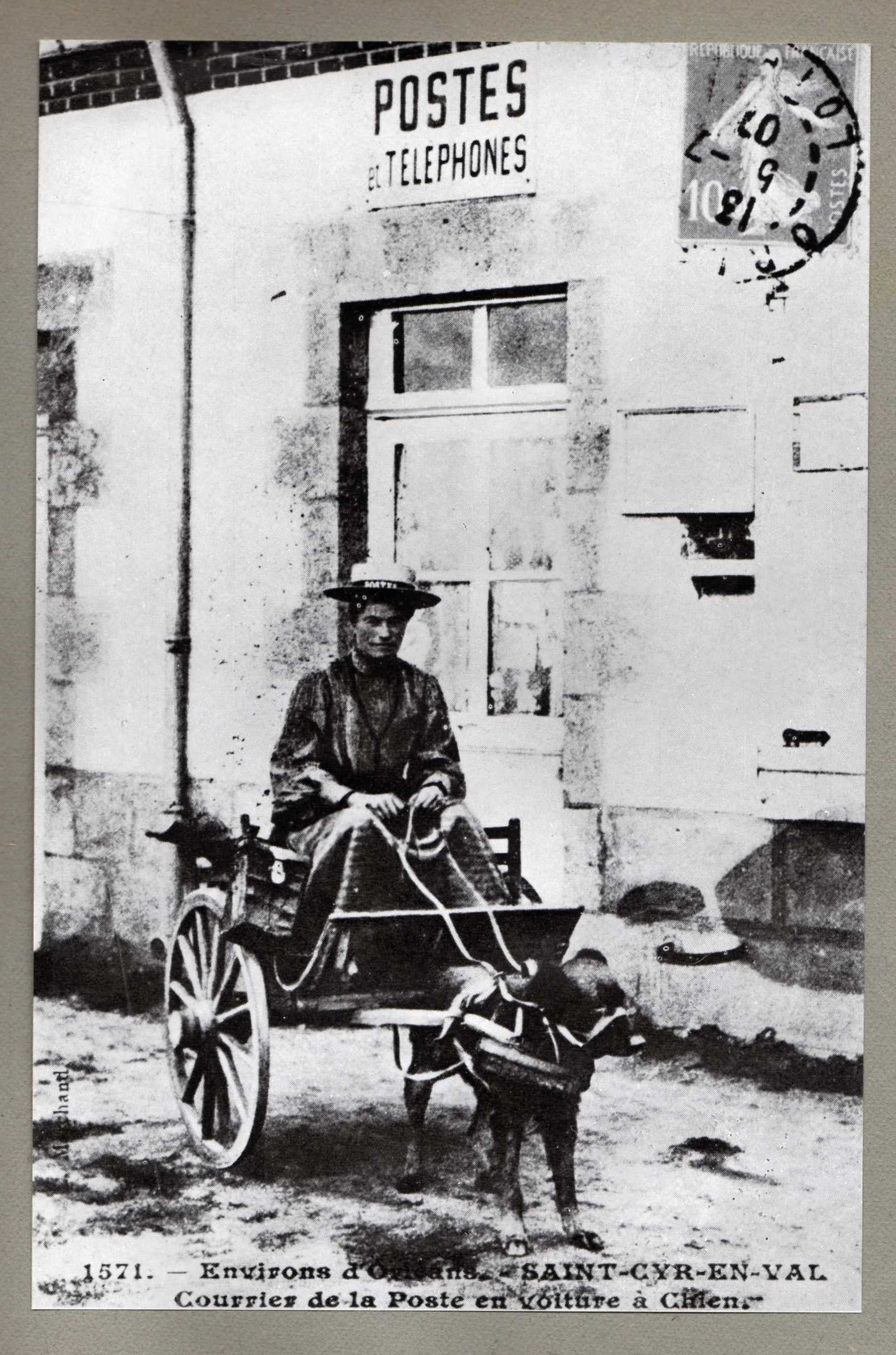
Carte postale ancienne représentant une voiture à chien.

La voiture à chien était un moyen de transport peu coûteux. Elle était utilisée par exemple par les écoliers qui habitaient loin de l'école, et par différents corps de métiers : laitiers, paysans, boulangers, facteurs, ramasseurs de bois mort, etc.
Des voitures tirées par un seul chien ont parfois été employées par des marchands ambulants ; des modèles tirés par deux chiens ou plus ont été utilisés dans le nord de la France, en Belgique et aux Pays-Bas pour livrer le lait. Peu avant la Première Guerre mondiale, les forces armées de Belgique et des Pays-Bas décident de faire tirer leurs mitrailleuses par des chiens. Des essais sont effectués fin 1911 et, en 1914, le réalisateur français Alfred Machin sort un documentaire intitulé La Traction canine dans l'armée belge montrant l'utilité du chien comme auxiliaire de l'armée,.
L'attelage à chien ressemblait à un attelage de cheval de trait miniature. Les voitures étaient construites par le charron ou l'utilisateur avec des matériaux de récupération, dans différentes tailles dépendant de leur usage.
Selon la réglementation[Laquelle ?], le chien devait avoir une taille minimum de 50 cm. Il s'agissait souvent d'un bâtard de forte corpulence pouvant tracter 80 kg. Mais la Société protectrice des animaux (SPA) s'inquiéta des mauvais traitements infligés aux bêtes et, en France, en 1925, le code de la route interdit la circulation des attelages à chien, déjà prohibés en Grande-Bretagne au début des années 1900 pour la même raison.
Quelques très rares attelages existent toujours en Suisse pour livrer les barattes de lait des petites fermes jusqu'à la laiterie. La pratique de l'attelage de chiens a également persisté dans quelques pays européens en tant qu'activité sportive ou folklorique sévèrement réglementée.
L'élévation du niveau de vie, ainsi que l'arrivée du cyclomoteur et de l'automobile, contribuèrent aussi à la disparition de ce mode de déplacement.

## Quelques races utilisées
- Chien de trait belge
- Bouviers suisses
- Rottweiler
- Bouvier des Flandres
- Bouvier des Ardennes

De manière générale, tout chien suffisamment grand, puissant et calme pouvait être attelé.

## Exemple
En France, une voiture postale à chien, datant vraisemblablement de la seconde moitié du XIXe siècle, est visible au Musée de la Sologne, à Romorantin-Lanthenay.

## Culture populaire
En wallon, l'expression « Pôves nozôtes et les tchéns d' tcherete » (« Pauvres de nous et les chiens de charrette ») signifie que même si nous sommes parfois bien à plaindre, d'autres (les chiens de trait) le sont encore beaucoup plus.

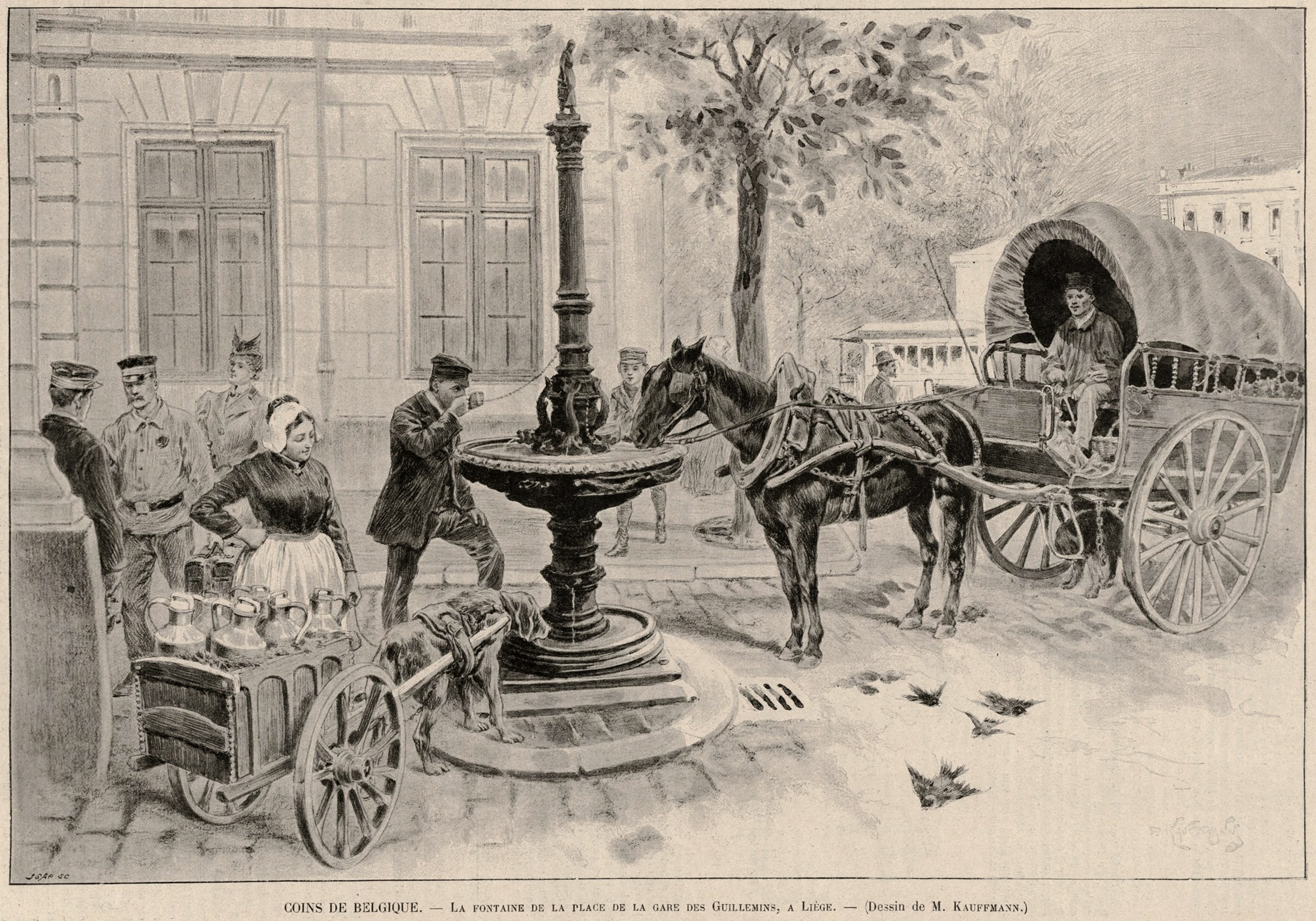
Illustration d’une fontaine Montefiore à Liège, dont une voiture tractée par chien. Un abreuvoir leur est destiné sur ces fontaines, dont certaines existent toujours.